# Stazione di Shin-Toyota
La Stazione di Shin-Toyota (新豊田駅?, Shin-Toyota-eki) è una stazione ferroviaria di Toyota nella Aichi.

## Linee
Ferroovia circolare di Aichi
■ Linea circolare di Aichi (12)

## Intorno alla stazione
- Stazione di Toyotashi -  Ferrovie Meitetsu, ■ Linea Meitetsu Mikawa e ■ Linea Meitetsu Toyota.
- Grandi magazzini Matsuzakaya Toyota (松坂屋豊田店, 3 minuti a piedi[1])
- Municipio di Toyota (10 minuti a piedi)
- Toyota Stadium (17 minuti a piedi[2])

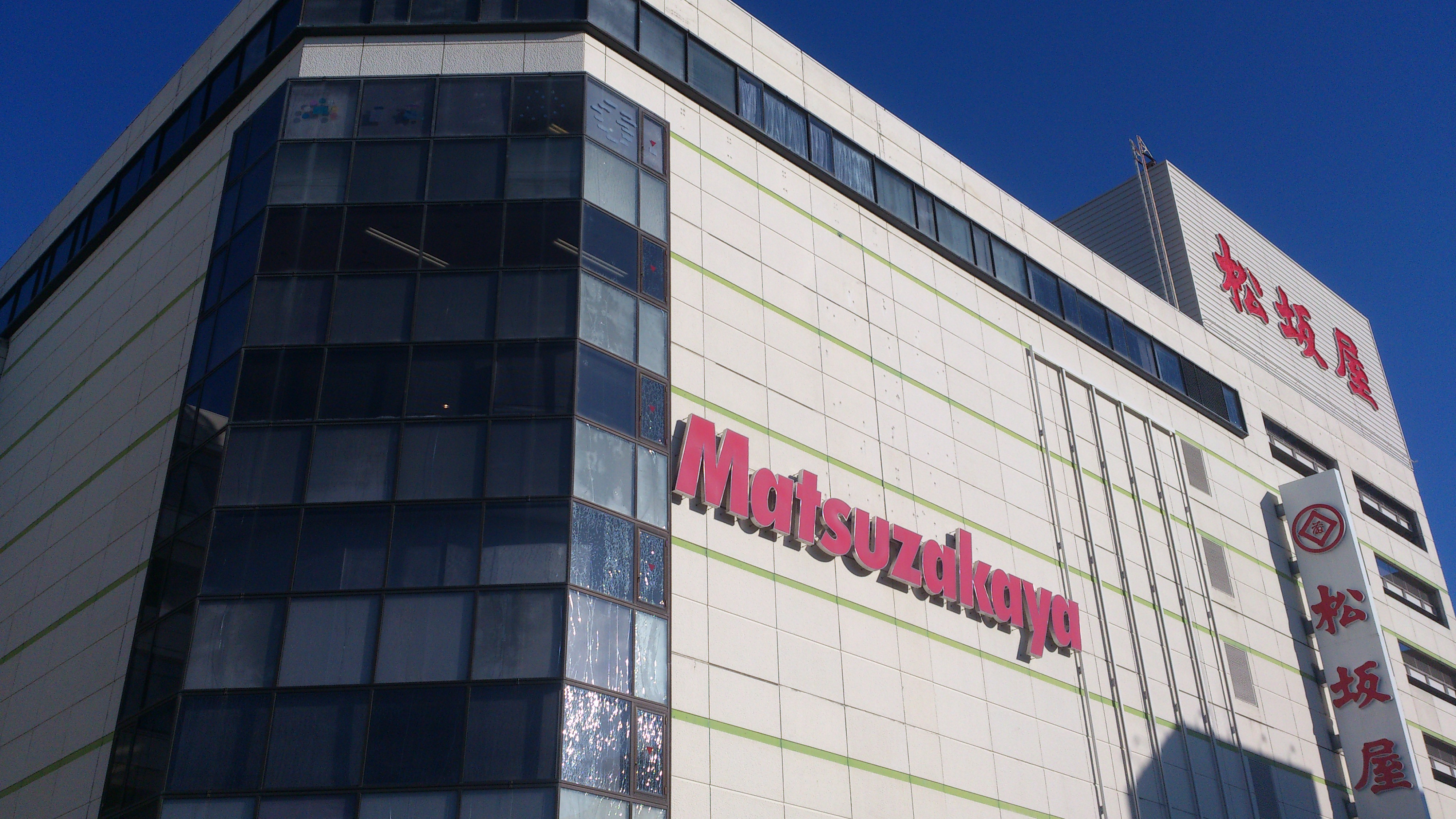
Matsuzakaya Toyota
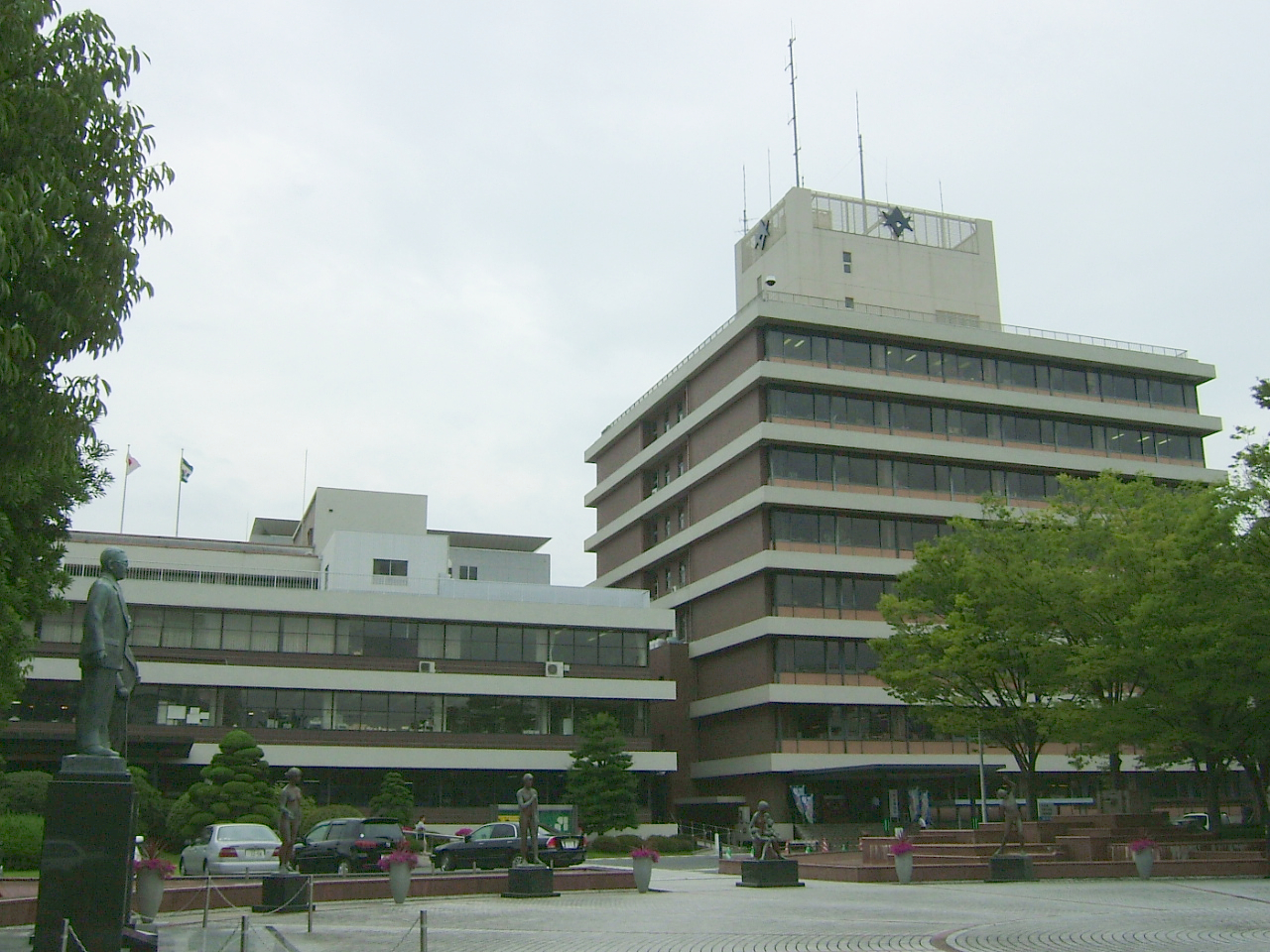
Il municipio di Toyota